# Can't you take a joke?
Can't you take a joke is het debuutalbum van de Amerikaanse band Mucky Pup. Het is een grondlegger bij het opkomen van de hardcore in New Jersey. Het album werd opgenomen in juni/juli 1987 in de Fox Studios in New York. In de Verenigde staten verscheen hij alleen op lp en cassette en Europa ook op cd. Verantwoordelijken voor de distrubutie waren Torrid Records en Roadrunner Records.

## Nummers
1. Knock Knock
2. Nazichizm
3. Caddy Killer
4. M.B.
5. Innocents
6. Daddy’s boy (Theme Song)
7. F.u.c.k.
8. U-R Nothing
9. A.I.D.S.
10. Life 4 Def
11. Laughing in Your Face
12. Woody
13. Bushpigs
14. Mr. President
15. I.R.S.
16. Shumbluh

## Medewerkers
- Chris Milnes (zang, producing)
- John Milnes (drums)
- Dan Nastasi (gitaar)
- Scott LePage (basgitaar, producing)
- Bill Klatt (engineering)